# 耿全斌
耿全斌（10世纪?—11世纪?），冀州信都（在今河北省衡水市冀州区）人。北宋將領。
太平兴国元年（976年），宋太宗即位，耿全斌補東班（皇城使以下二十名謂之東班）承旨。隨征太原途中，遇契丹軍於蒲陰，全斌率軍追至徐河，立據水口。因功遷補日騎副兵馬使、雲騎軍使，兵屯贏州。歷官雲騎指揮使、御前忠佐馬軍副都軍頭，雄州刺史等。後掌控安肅軍，曾繪製地圖。大中祥符初年，為濮州鈐轄。卒於京師。

## 延伸阅读
[在维基数据编辑]
 《宋史·卷279》，出自脱脱《宋史》